# Osawatomie (Kansas)
Osawatomie é uma cidade localizada no estado americano de Kansas, no Condado de Miami.

## Demografia
Segundo o censo americano de 2000, a sua população era de 4645 habitantes.
Em 2006, foi estimada uma população de 4588, um decréscimo de 57 (-1.2%).

## Geografia
De acordo com o United States Census Bureau tem uma área de
11,6 km², dos quais 11,5 km² cobertos por terra e 0,1 km² cobertos por água. Osawatomie localiza-se a aproximadamente 265 m acima do nível do mar.

## Localidades na vizinhança
O diagrama seguinte representa as localidades num raio de 20 km ao redor de Osawatomie.